# U/21 Europamesterskabet i fodbold 2021
U/21 Europamesterskaberne i fodbold 2021 var den 23. udgave af europamesterskaberne for U/21-landshold, arrangeret af UEFA. Slutrunden skulle oprindelig afholdes i juni 2021, men som følge af udsættelsen af EM i fodbold 2020 til denne periode, blev U/21-mesterskaberne arrangeret i to tempi: Indledende puljekampe spilles 21.-31. marts 2021, mens kampene fra kvartfinalen og frem spilles 31. maj-6. juni. Værter for turneringen er Ungarn og Slovenien. 
Der deltager for første gang 16 hold ved mesterskabet, der er for spillere født tidligst 1. januar 1998.

## Kvalifikation
Begge værtsnationerne,  Ungarn og  Slovenien, er automatisk deltagere i mesterskabet, mens de 53 øvrige landshold, der er medlemmer af UEFA, spillede kvalifikationsturnering i perioden marts 2019 til oktober 2020.

### Kvalificerede hold
Følgende hold kvalificerede sig til slutrunden:
| Hold      | Kvalifikationsmåde    | Kvalifikationsdato | Nummer deltagelse            | Seneste slutrunde  | Hidtil bedste præstation              |
| --------- | --------------------- | ------------------ | ---------------------------- | ------------------ | ------------------------------------- |
| Ungarn    | Vært                  | 3. december 2020   | 5                            | 1996 (kvartfinale) | Semifinale (1986)                     |
| Slovenien | Vært                  | 3. december 2020   | 1                            | -                  | Debut                                 |
| Rusland   | Vinder af gruppe 5    | 13. oktober 2020   | 4 (7 inkl. Sovjetunionen)    | 2013 (gruppespil)  | Mester (1980, 1990)                   |
| Schweiz   | Toer i gruppe 2[Toer] | 13. oktober 2020   | 4                            | 2011 (toer)        | Toer (2011)                           |
| Holland   | Vinder af gruppe 7    | 13. oktober 2020   | 9                            | 2013 (semifinale)  | Mester (2006, 2007)                   |
| Danmark   | Vinder af gruppe 8    | 13. oktober 2020   | 9                            | 2019 (gruppespil)  | Semifinale (1992, 2007)               |
| Spanien   | Vinder af gruppe 6    | 13. oktober 2020   | 15                           | 2019 (mester)      | Mester (1986, 1998, 2011, 2013, 2019) |
| England   | Vinder af gruppe 3    | 13. oktober 2020   | 16                           | 2019 (gruppespil)  | Mester (1981, 1984)                   |
| Frankrig  | Vinder af gruppe 2    | 12. november 2020  | 10                           | 2019 (semifinale)  | Mester (1988)                         |
| Italien   | Vinder af gruppe 1    | 15. november 2020  | 21                           | 2019 (gruppespil)  | Mester (1992, 1994, 1996, 2000, 2004) |
| Portugal  | Toer i gruppe 7[Toer] | 15. november 2020  | 9                            | 2017 (gruppespil)  | Toer (1994, 2015)                     |
| Tjekkiet  | Vinder af gruppe 4    | 17. november 2020  | 8 (14 inkl. Tjekkoslovakiet) | 2017 (gruppespil)  | Mester (2002)                         |
| Tyskland  | Vinder af gruppe 9    | 17. november 2020  | 13                           | 2019 (toer)        | Mester (2009, 2017)                   |
| Kroatien  | Toer i gruppe 8[Toer] | 17. november 2020  | 4                            | 2019 (gruppespil)  | Gruppespil (2000, 2004, 2019)         |
| Rumænien  | Toer i gruppe 4[Toer] | 17. november 2020  | 3                            | 2019 (semifinale)  | Semifinale (2019)                     |
| Island    | Toer i gruppe 1[Toer] | 24. november 2020  | 2                            | 2011 (gruppespil)  | Gruppespil (2011)                     |

Noter
1. ^ a b De fire bedste toere kvalificerede sig til slutrunden.

## Slutrunden

### Gruppespillet
De seksten deltagende hold var inddelt i fire grupper med fire hold i hver. De fire gruppevindere og toere kvalificerede sig til kvartfinalerne.

#### Gruppe A
| Pos | Hold     | K | V | U | T | M+ | M- | MF | P | Kvalifikation |
| --- | -------- | - | - | - | - | -- | -- | -- | - | ------------- |
| 1   | Holland  | 3 | 1 | 2 | 0 | 8  | 3  | +5 | 5 | Kvartfinale   |
| 2   | Tyskland | 3 | 1 | 2 | 0 | 4  | 1  | +3 | 5 | Kvartfinale   |
| 3   | Rumænien | 3 | 1 | 2 | 0 | 3  | 2  | +1 | 5 |               |
| 4   | Ungarn   | 3 | 0 | 0 | 3 | 2  | 11 | −9 | 0 |               |